# Osbornellus alaudus
Osbornellus alaudus är en insektsart som beskrevs av Delong 1942. Osbornellus alaudus ingår i släktet Osbornellus och familjen dvärgstritar. Inga underarter finns listade i Catalogue of Life.